# Hemerocallis × fallaxlittoralis
Hemerocallis × fallaxlittoralis là một loài thực vật có hoa lai ghép trong họ Xanthorrhoeaceae. Loài này được Konta & S.Matsumoto mô tả khoa học đầu tiên năm 2005.